# Ancien presbytère Très-Saint-Cœur-de-Marie
L'ancien presbytère Très-Saint-Cœur-de-Marie, situé dans la municipalité d'Adstock (Québec), présente un intérêt patrimonial pour ses valeurs architecturales, historiques et paysagères.
Le bâtiment est cité en 2015.